# البويزية
البويزية كانت قرية فلسطينية تبعد 22 كيلومتر شمال شرق مدينة صفد. استولت القوات الصهيونية على البويزية في 11 مايو 1948، في أثناء الهجوم الذي شن على الجليل الشرقي، والذي سمي عملية يفتاح.

## البويزية قبل عام 1948
كانت القرية تقع في الطرف الغربي لسهل الحولة، عند أسافل المنحدرات الصخرية لجبل عامل. وكانت في الجانب الغربي من طريق عام يمتد من مدينة طبرية إلى قرية المطلة الفلسطينية الواقعة في أقصى شمال فلسطين. بلغت مساحة القرية 14620 دونم، وبلغ عدد سكانها عام 1948 ما يقارب 592 وهم عرب بدو يعرفون بعرب البويزية من عرب الغوارنة.
وكان في القرية عدة ينابيع توفر المياه لسكانها.وكان سكان البويزية  يعتمدون على الزراعة في تحصيل رزقهم. ومن أهم انتاجات القرية الزراعية: الحمضيات وغيرها من الفاكهة بالإضافة إلى زراعة بعض أنواع الحبوب والخضروات. في عام 1944\1945 كان ما مجموعه 2770 دونما مخصصا للحبوب، و 56 دونما مروي.
في عام 1937 تم افتتاح أول مدرسة ابتدائية للبنين في البويزية.

## احتلال البويزية
استولت القوات الصهيونية «الكتيبة الأولى للبلماح/القوة الضاربة» على البويزية في 11 أيار\ مايو 1948, أثناء الهجوم الذي شن على الجليل الشرقي، والذي أطلق عليه عملية يفتاح.     
ويشير المؤرخ الصهيوني بني موريس إلى أن سكان البويزية فرّوا عندما سمعوا بسقوط قرية الخالصة، الواقعة على بعد 5 كلم إلى الشمال. وقد تم طرد سكان تلك القرية بعد أن رفضت الهاغاناه طلب السكان عقد «اتفاق». وفي مثل هذه الاحوال يكون السكان قد تأثروا أيضا بسقوط صفد في اليوم التالي نفسه، وهو حادث أضعف معنويات سكان قرى القضاء.
وفي مثل هذه الاحوال يكون السكان  قد هربوا خوفا من أي مذبحة قد تحصل لهم إذا وصلت القوات الصهيونية  ووجدتهم ما زالوا في مساكنهم.

## القرية اليوم
قام الصهاينة بضم اراضي البويزية إلى مستعمرة (ماهانايم) المقامة منذ عام 1939 إلى جوار القرية بعد تدمير مساكن اهالي القرية، ولكن لا يزال ماثلا في الموقع أطلال المنازل المدمرة، وبعض الحيطان والمصاطب وسقف أسمنتي «سليم» فوق أحد المنازل. ويزرع الإسرائيلون الأجزاء المستوية من الأراضي المجاورة. أما الأراضي المنتشرة على الروابي، فيسخدمونها مرعى للمواشي.
ويقدر عدد اهالي القرية اللاجئين حسب احصاء اللاجئين عام 1998 ب 3633.  

## وصلات خارجية
- البويزية ترحب بكم
- البويزية من مركز خليل سكاكيني الثقافي